# ESD-golv
ESD-golv är en typ av golv som minskar risken för elektostatiska urladdningar. Detta behövs vid exempelvis elektronikproduktion.  Elektronikkomponenter är känsliga för statisk elektricitet, och höga spänningar kan byggas upp om man exempelvis går över ett vanligt plastgolv.
Ett golv klassificeras som ESD-golv (ESD, förkortning för eng. electrostatic discharge).om det har lägre resistans än kravet enligt normen SS-EN 61340-5-1 på motstånd mindre än 1GOhm (10^9 Ohm). Vanligtvis kallas konduktiva golv som har resistansvärde under 1 Mohm och dissipativa golv som har över 1 Mohm.
Det finns olika typer av ESD-golv, som har olika fördelar och nackdelar. De vanligaste är:
- Epoxygolv
- Vinylmatta
- Slipad betong